# Dongosaru
Dongosaru también escrito Dongosaro, es la capital del estado de Sonsorol en las Palaos. El pueblo está situado en el lado oeste de la isla principal de Sonsorol en el estado del mismo nombre, y tiene alrededor de 30 habitantes (2009), o cerca de tres cuartas partes de la población del estado.
Dongosaro es el único pueblo de la isla. Dado que las islas del suroeste en el conjunto tiene un solo aeropuerto, las operaciones de transporte con resto del país y con otras islas se realizan mediante barcos.